# Alexei Pawlowitsch Sokolski
Alexei Pawlowitsch Sokolski (russisch Алексей Павлович Сокольский, wiss. Transliteration Aleksej Pavlovič Sokol'skij; * 3. November 1908 in Kangusch, Gouvernement Pensa; † 27. Dezember 1969 in Minsk) war ein sowjetischer Schachmeister und -theoretiker.

## Leben
Sokolski wurde in einer Lehrer-Familie geboren. Seine frühesten Erfolge erzielte er bereits als Jugendlicher. 1926 gewann er die Meisterschaft von Pensa, 1928 siegte er in der Meisterschaft der Mittleren Wolgaregion. Nach Abschluss seiner Schulzeit begann er ein Studium im Leningrader Pädagogischen Institut. In Leningrad traf er auf stärkere Schachspieler und entwickelte eine hohe Spielstärke.
Seine professionelle Schachkarriere begann in den 1930er-Jahren: 1935 qualifizierte er sich über einen zweiten Platz bei der RSFSR-Meisterschaft zur UdSSR-Meisterschaft, zu der er sich insgesamt vier Mal qualifizieren konnte. 1937 spielte er in Leningrad einen Wettkampf gegen Alexander Iljin-Schenewski 8,5-8,5 (+6 =5 −6) unentschieden. Im Jahre 1938 erhielt er den Titel Meister des Sports der UdSSR verliehen.
Nach dem Zweiten Weltkrieg gewann Sokolski, damals in Lwiw wohnend, zwei Mal die Meisterschaft der Ukraine (1947 und 1948). Nach seiner Übersiedlung in die Belarussische Sozialistische Sowjetrepublik nahm er dort an zahlreichen Meisterschaften teil, 1958 wurde er Vizemeister. Sokolski war seit 1945 Trainer und Sekundant seines Freundes und Weltmeisterschaftskandidaten Isaak Boleslawski, dem er bei den Kandidatenturnieren 1950 und 1953 sekundierte.
Neben seiner umfangreichen eröffnungstheoretischen Arbeit, deren Frucht zahlreiche wichtige und in mehrere Sprachen übersetzte Publikationen waren, beschäftigte Sokolski sich auch mit dem Fernschach. Bei der 1. UdSSR-Meisterschaft im Fernschach, ausgespielt 1948–1951, teilte er Rang 2–4.
Von Sokolski sind einige Schachaufgaben und Studien bekannt. In der ersten UdSSR-Mannschaftsmeisterschaft für Schachkomposition 1956/57 belegte er mit der belarussischen Mannschaft den 3. Platz.
Nach Sokolski ist eine Eröffnung benannt: 1. b2–b4 (auch als Orang-Utan-Eröffnung bekannt), außerdem tragen verschiedene Varianten seinen Namen, z. B. der Sokolski-Angriff in der Grünfeld-Indischen Verteidigung: 1. d2–d4 Sg8–f6 2. c2–c4 g7–g6 3. Sb1–c3 d7–d5 4. c4xd5 Sf6xd5 5. e2–e4 Sd5xc3 6. b2xc3 Lf8–g7 7. Lf1–c4 c7–c5 8. Sg1–e2 c5xd4 9. c3xd4 Sb8–c6 10. Lc1–e3 0–0 11. 0–0 Lc8–g4 12. f2–f3 Sc6–a5 13. Lc4–d3 Lg4–e6 14. d4–d5 Lg7xa1 15. Dd1xa1.
Seine beste historische Elo-Zahl betrug 2639. Diese erreichte er im April 1945.

## Werke
Ins Deutsche übersetzt:
- Die Eröffnung 1. b2–b4, Das Schach-Archiv, Hamburg 1964
- Lehrbuch der Schacheröffnungen, Sportverlag, Berlin 1965
- Ihr erster Zug, Franckh, Stuttgart 1988 (ISBN 3-440-05947-2)